# Helperby
Helperby är en ort i civil parish Brafferton and Helperby, i kommunen North Yorkshire, i Storbritannien. Den ligger i grevskapet North Yorkshire och riksdelen England, i den centrala delen av landet, 300 km norr om huvudstaden London. Helperby var en civil parish 1866–2019 när blev den en del av Brafferton and Helperby. Civil parish hade 510 invånare år 2001. Byn nämndes i Domedagsboken (Domesday Book) år 1086, och kallades då Helprebi/Hilprebi/Ilprebi.